# Enterprise Project Management
O Enterprise Project Management (EPM), em termos gerais, é o campo do desenvolvimento organizacional que trata do gerenciamento de projetos dentro de uma empresa.
Do ponto de vista da Tecnologia da informação (TI), o EPM é relacionado com o gerenciamento de redes corporativas, que se tornaram extremamente complexas nos dias atuais. O ambiente das empresas, geralmente, não é mantido por apenas um fornecedor, portanto, dentro das empresas podem conviver diversas plataformas diferentes. Cada vez mais, as intranets corporativas possuem múltiplos domínios e protocolos, além de múltiplas plataformas tecnológicas. Elas contêm hardware e software oriundos de vários fornecedores. Esta situação cria um grande custo de gerenciamento que pode tornar proibitiva a manutenção desta infra-estrutura por parte de algumas empresas.